# Popronde
De Popronde is een rondreizend muziekfestival dat elk najaar van half september tot en met eind november plaatsvindt in circa 40 steden in Nederland. In elke stad treden tussen de 25 en 75 bands en artiesten op in poppodia, cafés, bars, galeries, kerken en andere locaties. Het festival vindt elke week plaats in een andere stad op donderdag, vrijdag, zaterdag en zondag. De Popronde wordt georganiseerd door de Stichting Popwaarts.

## Doel
Het doel van de Popronde is om een overzicht te geven van wat er op muziekgebied in Nederland gebeurt en om (nog) onbekende bands de mogelijkheid te geven buiten de eigen regio op te treden. Het festival werkt met een selectieprocedure: jaarlijks melden zich meer dan 1100 bands aan om mee te toeren met het festival. Uit al deze aanmeldingen wordt een selectie van 120 à 150 opkomende bands gemaakt, beoordeeld en gekozen door een selectiecommissie bestaande uit professionals uit de Nederlandse muziekscene. Voor muzikanten is het doel om ervaring op te doen met toeren en het geven van optredens op verschillende soorten plaatsen.Waar andere festivals een vast thema of genre hebben, of een wedstrijdformat, laat de Popronde de deelnemende bands gewoon op veel plaatsen optreden.

## Geschiedenis
In 1994 vond de eerste editie van Popronde plaats in Nijmegen. Een paar jaar later waren dat al vijf steden. In 2017 werden 41 steden aangedaan.

## Edities

### 2018
De Popronde van 2018 vond tussen 13 september en 24 november plaats in 41 steden (chronologische volgorde):
Nijmegen, Apeldoorn, Gouda, Roermond, Delft, Leeuwarden, Heerlen, Hengelo, Wageningen, Eindhoven, Almere, Woerden, Groningen, Den Bosch, Haarlem, Dordrecht, Utrecht, Tilburg, Oss, Harderwijk, Assen, Venlo, Amersfoort, Zutphen, Leiden, Arnhem, Sittard, Hoorn, Emmen, Zwolle, Rotterdam, Venray, Middelburg, Alkmaar, Deventer, Hilversum, Breda, Enschede, Den Haag, Meppel, Amsterdam.

### 2019
De Popronde van 2019 vond plaats tussen 12 september en 30 november in verschillende steden. Dit jaar deden er 144 acts mee in 41 steden.

### 2020
De Popronde van 2020 vond geen doorgang vanwege de coronapandemie.

### 2021
De Popronde van 2021 vindt plaats tussen 11 september en 27 november in verschillende steden. Dit jaar doen er 101 acts mee in 41 steden.

### 2024
De Popronde van 2024 wordt geopend op zaterdag 14 september in Nijmegen en eindigt op zaterdag 30 november in Amsterdam. Tussendoor worden achtereenvolgens Leiden, Apeldoorn, Hengelo, Delft, Leeuwarden, Amersfoort, Woerden, Wageningen, Eindhoven, Almere, Gouda, Groningen, Den Bosch, Haarlem, Venray, Uden, Venlo, Harderwijk, Utrecht, Doetinchem, Heerlen, Hoorn, Tilburg, Arnhem, Sittard, Zutphen, Emmen, Zwolle, Rotterdam, Dordrecht, Breda, Alkmaar, Deventer, Hilversum, Middelburg, Enschede, Den Haag en Bergen op Zoom aangedaan.

## Galerij

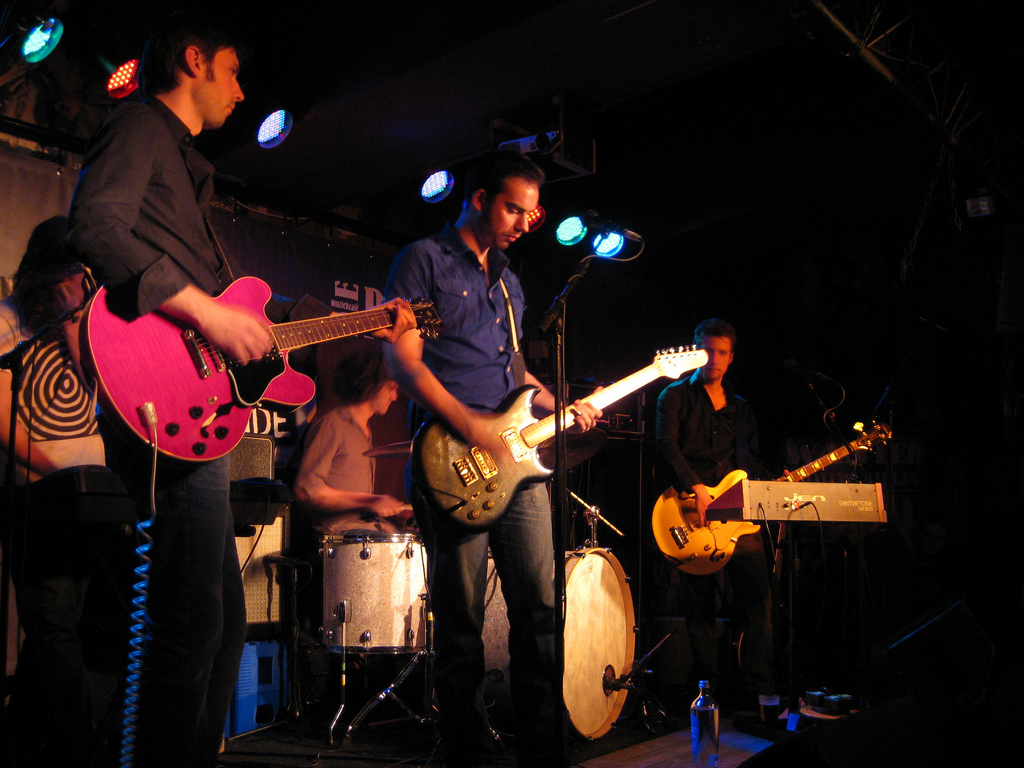
De Staat tijdens Popronde 2008
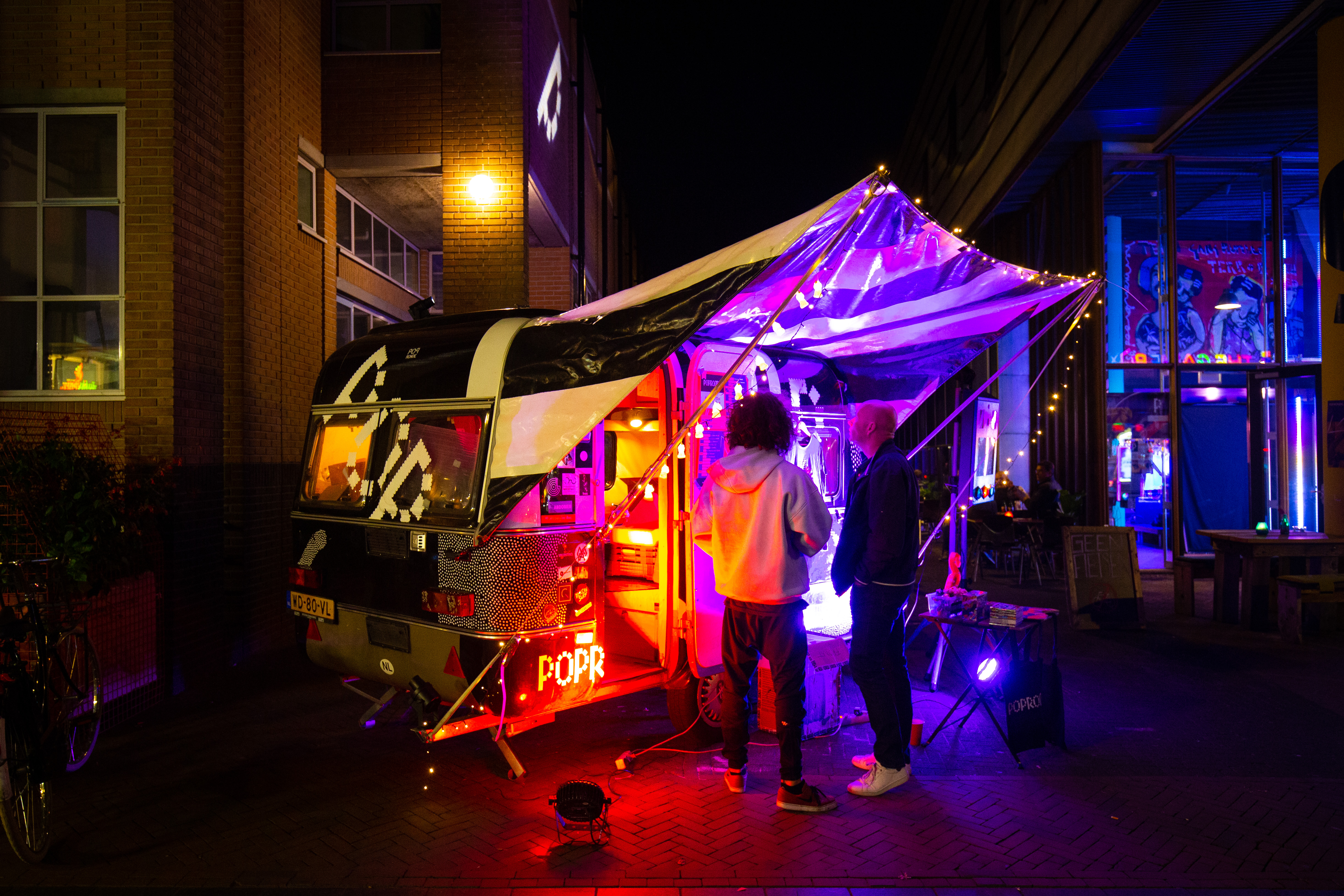
De Popronde caravan die meereist naar elke stad